# Corynactis californica
Espèce
Corynactis californica est une espèce de cnidaires (animaux relativement simples, spécifiques du milieu aquatique).